# Thiago Carpini
Thiago Carpini Barbosa (Valinhos, 16 de julho de 1984) é um treinador e ex-futebolista brasileiro que atuava como volante. Atualmente comanda o Juventude.

## Carreira como jogador
Thiago Carpini iniciou sua trajetória como jogador profissional em 2005, marcando presença na Segunda Divisão do Campeonato Paulista pelo Guarani Sumareense. Demonstrando seu talento e versatilidade, no ano seguinte, após participar do Campeonato Capixaba pelo Estrela do Norte, assinou contrato com a Ponte Preta para integrar a equipe na Série A do Brasileirão.
A estreia de Carpini na elite do futebol brasileiro ocorreu em 31 de maio, contribuindo para a vitória por 1 a 0 fora de casa sobre o Juventude. Em busca de novos desafios, em 10 de abril de 2007, foi contratado pelo Atlético Mineiro, embora sua participação no time mineiro tenha sido limitada.
Diante dessa situação, Carpini optou por fechar contrato com o América de Natal em julho de 2008, quando o clube competia na Série B. Demonstrando sua adaptabilidade e vontade de contribuir para diferentes equipes, em 23 de dezembro daquele ano, assinou com o Bahia.
O ano de 2011 viu Carpini iniciar no CRAC, mas logo retornou a São Paulo para integrar a equipe da Inter de Bebedouro na Copa Paulista daquele ano. Sua jornada continuou com passagens pelo CRAC antes de encerrar a temporada de 2012 no São José-SP.
O cenário nacional não foi suficiente para limitar o alcance de Carpini, que em novembro de 2012, foi inscrito no plantel do Monte Azul para a temporada seguinte. Participou da Copa FGF de 2013 no time do Novo Hamburgo, seguido por uma transferência para o Guarani-MG, onde atuou no Campeonato Mineiro de 2014.
Em 17 de abril de 2014, Carpini ingressou no Guarani durante a Série C, permanecendo até abril de 2016, quando foi contratado pelo Penapolense. O ano de 2017 trouxe um novo capítulo, com Carpini sendo anunciado na Caldense para a disputa da Série D. No entanto, em 6 de junho, por razões pessoais, o treinador solicitou sua saída do clube, encerrando assim sua carreira como jogador de futebol. O legado de Thiago Carpini transcende sua atuação nos gramados, revelando-se também em sua promissora carreira como treinador.

## Carreira como treinador
Logo após a aposentadoria como jogador, Carpini iniciou sua nova carreira como auxiliar técnico de Evaristo Piza seu grande mentor no XV de Piracicaba. Acompanhou-o até o Botafogo-PB, antes de retornar ao Guarani em junho de 2019, para trabalhar como auxiliar permanente.

### Guarani
Após a demissão de Roberto Fonseca em agosto de 2019, assumiu como interino no Guarani. Tornou-se técnico definitivo em 25 de novembro e saiu em 29 de agosto de 2020.
Thiago Carpini deixou o Guarani com uma marca significativa. Ao permanecer à frente da equipe por 374 dias consecutivos, estabeleceu-se como o técnico mais duradouro do Bugre no século XXI. Sua gestão superou até mesmo a do saudoso Oswaldo Alvarez, o Vadão, que anteriormente detinha o recorde de 369 dias, alcançado entre 2009 e 2010. 

### Oeste
Em 30 de setembro, Carpini foi oficialmente designado para liderar a equipe do Oeste, assumindo as responsabilidades como treinador principal. No entanto, sua permanência no cargo foi abruptamente encerrada em 19 de outubro, um período de tempo inferior a um mês, exatamente no momento em que a equipe se encontrava na posição menos desejada da tabela de classificação da Série B do campeonato. Esse desfecho ocorreu em meio a desafios e obstáculos, contribuindo para a decisão de encerrar sua gestão à frente da equipe.

### Inter de Limeira
Mais tarde, Carpini foi oficialmente apresentado como o novo treinador da Inter de Limeira. No entanto, sua jornada na equipe teve seu desfecho em 14 de maio de 2021, após liderar o time até as quartas de final do Campeonato Paulista com um time modesto. 

### Santo André
Em 4 de outubro de 2021, Carpini assumiu a liderança técnica do Santo André. Sua passagem pelo comando da equipe ficou marcada por notáveis conquistas, culminando na impressionante chegada às quartas de final do Campeonato Paulista de 2022 após ter conseguido o mesmo feito pela Inter de Limeira.

### Ferroviária
Contratado pela equipe de Araraquara (SP) em 28 de março de 2022, assumiu o lugar de Elano Blumer, que havia saído da Ferroviária após o término do Campeonato Paulista. Contudo, sua trajetória no cargo foi encerrada abruptamente em 23 de maio. O treinador enfrentou desafios significativos, registrando três derrotas, dois empates e apenas uma vitória. Esse desempenho resultou em um aproveitamento de apenas 27,8%, o que levou à sua saída da equipe de Araraquara (SP).

### Água Santa
Oito dias após deixar a Ferroviária, foi contratado pelo Água Santa.
O treinador Thiago Carpini encerrou sua passagem pelo Água Santa após 11 meses repletos de sucessos. O comandante, de 38 anos, oficializou sua mudança para o Juventude, firmando contrato até o término temporada. Carpini deixou o Netuno após uma gestão vitoriosa que marcou a história do clube no Paulistão, registrando a melhor campanha até então. Além disso, conquistou feitos inéditos, como as classificações para a Copa do Brasil, Brasileirão Série D, e o notável vice-campeonato estadual. 
Com um registro impressionante de 11 vitórias, 11 empates e apenas 6 derrotas, Thiago Carpini escreveu seu nome na história do Netuno, figurando como um dos três técnicos com o mais alto índice de aproveitamento desde a profissionalização do clube.
O notável desempenho de Carpini foi coroado com o título de melhor técnico do Paulistão 2023. Após um período de aperfeiçoamento na Argentina, o comandante decidiu alterar seus planos originais de obter a licença da UEFA em 2023. Em vez disso, nos próximos dias, ele assumiu o comando da equipe de Caxias do Sul. 

### Juventude
Assumiu o Juventude no dia 13 de maio, chegando para comandar a equipe na Série B.
Contratado imediatamente após o péssimo início de competição do Juventude, Carpini operou uma verdadeira metamorfose no desempenho da equipe, elevando-a de um estado desfavorável para um nível de destaque notável. Após sofrer cinco derrotas em seis jogos, mesmo o torcedor mais otimista do Jaconero não poderia vislumbrar que a equipe ainda teria chances reais de alcançar o acesso à elite do futebol brasileiro. Contudo, a transformação operada por Carpini foi o elemento-chave que possibilitou essa notável reviravolta no destino do time.
Pelo Juventude, Thiago Carpini liderou a equipe em 32 jogos na Série B, acumulando um impressionante registro de 17 vitórias, 11 empates e apenas quatro derrotas, resultando em um excelente aproveitamento de 64,5%. Além desse notável desempenho, Carpini e sua equipe conquistaram o acesso à elite do futebol nacional, consolidando-se como a melhor equipe visitante da competição.

### São Paulo
Após a saída de Dorival Júnior para a Seleção Brasileira, Thiago Carpini acertou com o São Paulo no dia 11 de janeiro de 2024.
O treinador comandou o Tricolor em uma ocasião histórica, conquistando a primeira vitória sobre o Corinthians na Neo Química Arena. O tabu que perdurou por quase uma década, abrangendo exatos 19 clássicos, foi finalmente quebrado com uma vitória por 2 a 1, durante um confronto válido pela quarta rodada do Campeonato Paulista de 2024.
Com uma vitória nos pênaltis sobre o Palmeiras, Carpini conquista seu primeiro grande título, a Supercopa Rei.
No dia 18 de abril de 2024, o São Paulo anunciou a saída de Carpini. O técnico de 39 anos não resistiu a mais uma derrota, desta vez para o Flamengo, por 2 a 1, no Maracanã, pela segunda rodada do Brasileirão, e foi desligado do cargo.
Foram, ao todo, 18 jogos de Thiago Carpini à frente do São Paulo, com sete vitórias, seis empates e cinco derrotas, num aproveitamento exato de 50% dos pontos.

### Vitória
Em 14 de maio de 2024, assinou com o Vitória.
No dia 9 de julho de 2025, Thiago Carpini não resistiu à eliminação para o Confiança, pela Copa do Nordeste, e foi demitido do comando do Vitória. O treinador deixa o clube após um ano e dois meses e 48% de aproveitamento. Ao todo, Thiago Carpini comandou o Vitória em 76 jogos, com 29 triunfos, 22 empates e 24 derrotas.

### Retorno ao Juventude
No dia 4 de agosto de 2025, o Juventude anunciou o retorno de Thiago Carpini como treinador para o restante da temporada.

## Estatísticas como treinador
Atualizadas até 11 de julho de 2025.
| Clube            | Jogos | Vitórias | Empates | Derrotas | Aproveitamento | Ref    |
| ---------------- | ----- | -------- | ------- | -------- | -------------- | ------ |
| Guarani          | 42    | 15       | 9       | 18       | 42.86%         | [ 16 ] |
| Oeste            | 4     | 0        | 1       | 3        | 8.33%          | [ 16 ] |
| Inter de Limeira | 13    | 6        | 0       | 7        | 46.15%         | [ 16 ] |
| Santo André      | 13    | 3        | 6       | 4        | 38.46%         | [ 16 ] |
| Ferroviária      | 6     | 1        | 2       | 3        | 27.78%         | [ 16 ] |
| Água Santa       | 16    | 10       | 2       | 4        | 66.67%         | [ 16 ] |
| Juventude        | 32    | 17       | 11      | 4        | 64.58%         | [ 17 ] |
| São Paulo        | 18    | 7        | 6       | 5        | 50%            | [ 12 ] |
| Vitória          | 76    | 29       | 22      | 24       | 47.81%         |        |

## Títulos

### Como treinador
São Paulo
- Supercopa do Brasil: 2024

### Prêmios individuais
- Melhor Treinador do Campeonato Paulista: 2023[18]